# Łyszczynka dwupunktowa
Łyszczynka dwupunktowa (Nitidula bipunctata) – gatunek chrząszcza z rodziny łyszczynkowatych i podrodziny Nitidulinae. Zamieszkuje palearktyczną Eurazję i nearktyczną Amerykę Północną.

## Taksonomia
Gatunek ten opisany został po raz pierwszy w 1758 roku przez Karola Linneusza na łamach dziesiątego wydania Systema Naturae pod nazwą Silpha bipunctata.

## Morfologia
Chrząszcz o lekko wypukłym, w zarysie podługowato-owalnym ciele długości od 3 do 5,4 mm. Wierzch ciała jest gęsto i bezładnie punktowany oraz krótko owłosiony. Ubarwienie wierzchu ciała ma czerwonobrunatne, szare, czarnobrązowe lub czarne, zazwyczaj z dwoma rdzawymi plamami na pokrywach, umieszczonymi tuż za środkiem ich długości, oraz z pomarańczowobrązowo rozjaśnionymi bokami przedplecza, hypomerami i epipleurami. Czułki miewają barwę od całkowicie jasnobrązowej przez częściowo jasnobrązową po czarną. Przedplecze jest poprzeczne i ma szeroko rynienkowato rozpłaszczone boczne brzegi. Po bokach przedplecza rzeźba przybiera strukturę plastra miodu – obecne są tam bardzo duże, płytkie i gęsto rozmieszczone punkty pooddzielane wąskimi listewkami. U samców przedplecze jest słabiej sklepione, słabiej ku przodowi zwężone i znacznie bardziej matowe niż u samic. U samców dysk przedplecza jest gęściej punktowany i trochę pomarszczony. U samic punktowanie jest rzadsze, duże punkty mają co najmniej rozmiar fasetek oczu i oddalone są na dystanse od równych ich średnicom do półtorakrotnie większych, a przestrzenie między nimi są błyszczące, drobno ponakłuwane. Wierzchołki pokryw są osobno zaokrąglone. Krawędzie boczne przedplecza i pokryw są delikatnie, krótko i słabo dostrzegalnie orzęsione. Przedpiersie ma wierzchołek wyrostka międzybiodrowego słabo ku bokom powyciągany. Barwa odnóży jest czerwonobrązowa.

## Ekologia i występowanie
Owad występujący w rozmaitych siedliskach naturalnych oraz synantropijnych. W naturze postacie dorosłe aktywne są od wiosny do jesieni, w budynkach zaś przez cały rok. Zoosaprofagiczny. Zarówno larwy, jak i postacie doskonałe żerują na suchej padlinie, kościach i skórach. Cykl rozwojowy zamyka się w dwóch miesiącach i występują w jego ciągu trzy stadia larwalne. Przepoczwarczenie ma miejsce w glebie.
Gatunek holarktyczny. W Europie znany jest z Portugalii, Hiszpanii, Andory, Islandii, Irlandii, Wielkiej Brytanii, Francji, Belgii, Luksemburga, Holandii, Niemiec, Szwajcarii, Austrii, Liechtensteinu, Włoch, Danii, Szwecji, Norwegii, Finlandii, Estonii, Łotwy, Litwy, Polski, Czech, Słowacji, Węgier, Białorusi, Ukrainy, Mołdawii, Rumunii, Bułgarii, Słowenii, Chorwacji, Bośni i Hercegowiny, Czarnogóry, Serbii, Macedonii Północnej, Grecji oraz europejskich części Rosji i Turcji. Poza tym podawany jest z syberyjskiej i dalekowschodniej części Rosji oraz nearktycznej Ameryki Północnej.

## Znaczenie gospodarcze
Owad notowany jako magazynowy szkodnik wędzonego mięsa i wędlin.